# Metakirchheimerite
La metakirchheimerite (simbolo IMA: Mki) è un minerale molto raro del gruppo della meta-autunite appartenente alla famiglia dei "fosfati, arseniati e vanadati" con la composizione chimica Co[UO2|AsO4]2 • 8(H2O).

## Etimologia e storia
La kirchheimerite è stata scoperta per la prima volta nella "fossa di Sophia" vicino a Wittichen nel circondario di Rottweil (Baden-Württemberg), che appartiene alla Foresta Nera, e descritta nel 1958 da Kurt Walenta, che ha chiamato il minerale in onore dell'allora presidente dell'Ufficio geologico statale del Baden-Württemberg, il professor Franz Kirchheimer.
Durante le sue analisi della metakirchheimerite, Walenta è stato in grado di dimostrare attraverso esperimenti che la kirchheimerite si converte molto rapidamente in metakirchheimerite dopo la sua formazione in natura attraverso la perdita d'acqua (disidratazione) e quindi è stata trovata solo in questa forma; tuttavia, questa conversione è relativamente facile da invertire. Dopo un solo giorno di conservazione di un campione di metakirchheimerite naturale in un'atmosfera fredda e umida, si ha che essa si trasforma nuovamente in un livello di idratazione più elevato. Secondo Walenta, dovrebbe quindi essere possibile trovare la kirchheimerite naturale, almeno nella stagione fredda.

## Classificazione
La classica 9ª edizione della sistematica dei minerali di Strunz, valida dal 2001 e utilizzata dall'Associazione Mineralogica Internazionale (IMA) fino al 2009, elenca la metakirchheimerite nella classe "8. Fosfati, arseniati, vanadati" e lì nella sottoclasse "8.E Fosfati e arseniati di uranile"; questa sottoclasse è ulteriormente suddivisa in base al rapporto tra il complesso uranile (UO2) e il complesso di fosfato, arseniato o vanadato (RO4), in modo che il minerale possa essere trovato nella suddivisione "8.EB UO2:RO4 = 1:1" in base alla sua composizione, dove si trova insieme a lehnerite, bassetite, meta-autunite, metaheinrichite, metakahlerite, metasaléeite, metatorbernite, metazeunerite, metauramphite, przhevalskite, metalodèvite, metanatroautunite, metanováčekite, metauranocircite e metauranospinite con le quali forma il sistema nº 8.EB.10.
Tale classificazione resta invariata anche nell'edizione successiva, proseguita dal database "mindat.org" e chiamata Classificazione Strunz-mindat.
Nella Sistematica dei lapis (Lapis-Systematik) di Stefan Weiß, la metakirchheimerite si trova, pure qui, nella classe dei "fosfati, vanadati e arseniati" e da lì nella sottoclasse "fosfati/arseniati di uranile e vanadati di uranile con [UO2]2+- [PO4]/[AsO4]3- e [UO2]2+-[V2O8]6-, nonché isotipi vanadati (serie della sincosite)" dove appartiene al "gruppo della meta-autunite" con il sistema nº VII/E.02-050.
Anche la sistematica dei minerali secondo Dana, che viene utilizzata principalmente nel mondo anglosassone, classifica la metakirchheimerite nella classe dei "fosfati, arseniati e vanadati" e lì nella sottoclasse dei "fosfati contenenti acqua, ecc.". Qui può essere trovato insieme alla metarauchite nel gruppo senza nome 40.02a.17 all'interno della suddivisione dei "fosfati contenenti acqua ecc., con A2+(B2+)2(XO4) • x(H2O), con (UO2)2+".

## Abito cristallino
La metakirchheimerite cristallizza nel sistema tetragonale nel gruppo spaziale P42/n (gruppo nº 86) con i parametri del reticolo a = 7,15 Å e c = 8,62 Å e con una unità di formula per cella unitaria.

## Proprietà
Il minerale è tossico a causa del suo contenuto di arsenico di circa il 17,7% e classificato come molto radioattivo a causa del suo contenuto di uranio fino al 46,6% e ha un'attività specifica di circa 83,5 kBq/g (per confronto, il potassio naturale ha un'attività specifica pari a 31,2 Bq/g).
Il suo colore per lo più rosa pallido è molto insolito per i minerali radioattivi e quindi abbastanza evidente, così come la sua inesistente fluorescenza.

## Origine e giacitura
La metakirchheimerite, come le altre miche di uranio, si forma nella zona di ossidazione dei depositi di uranio. Nelle vene idrotermali Co-U-Ag-Bi-As, la kirchheimerite si trova insieme alla kahlerite come prodotto di conversione secondario squamoso-crostoso di minerali primari di uranio come l'uraninite. Altri minerali di accompagnamento sono la nováčekite, la metaheinrichite e l'eritrite.
La metakirchheimerite è stata rilevata come minerale molto raro solo in alcuni siti. Oltre alla sua località tipo della fossa di Sophia vicino a Wittichen, che da allora è stata chiusa, il minerale si trova, sempre in Germania, nelle vicine miniere "St. Josephs-Zeche" e "Anton".
Nella Repubblica Ceca, la metakirchheimerite è stata trovata nella "Miniera dell'Unità" di Jáchymov e nella vena locale "Jan Evangelista". Il sito francese di Riviéral vicino a Lodève nella regione della Linguadoca-Rossiglione è ancora in discussione.

## Forma in cui si presenta in natura
La metakirchheimerite è stata finora trovata solo sotto forma di cristalli tabulari di habitus quadrato fino a circa 50 μm di dimensione, dal rosa chiaro al rosa carne.